# Principado de Piombino
El Señorío y, desde 1594, Principado de Piombino fue un Estado independiente, cuyo territorio comprendía tierras situadas actualmente en las provincias italianas de Livorno y Grosseto (Toscana).
Piombino fue gobernado de 1398 a 1628 por los Appiano, de 1634 a 1702 por los Ludovisi y a continuación por los Boncompagni-Ludovisi hasta 1814, cuando el principado pasó a formar parte del Gran Ducado de Toscana regido por Fernando III de Toscana.

## Historia

### Creación del principado
El 19 de febrero de 1399, Gherardo Appiano cedió Pisa, cuya familia poseía desde 1292, a los Visconti de Milán por 200.000 florines, reservándose para él y sus sucesores Piombino, y se convirtió así en señor de la misma; además se proclamó señor de Populonia, Suvereto, Scarlino, Buriano, Badia al Fango (parte del actual municipio de Grosseto) y de las islas de Pianosa, Montecristo y Elba. Piombino se convirtió entonces en la capital de sus nuevos Estados.
Gherardo hizo edificar su residencia en Piombino en la Piazzarella (actual Piazza Bovio). A su muerte, acaecida en 1405, dejó sus posesiones a su hijo Jacobo II. Este, nacido en 1400, gobernó los primeros años bajo la tutela de su madre, Paola Colonna. Durante los años de regencia y después, la política de los Appiano se orientó primero hacia una alianza (para obtener su protección) con la República de Florencia y después con la de Siena, para de nuevo hacerlo con Florencia.

### Renacimiento

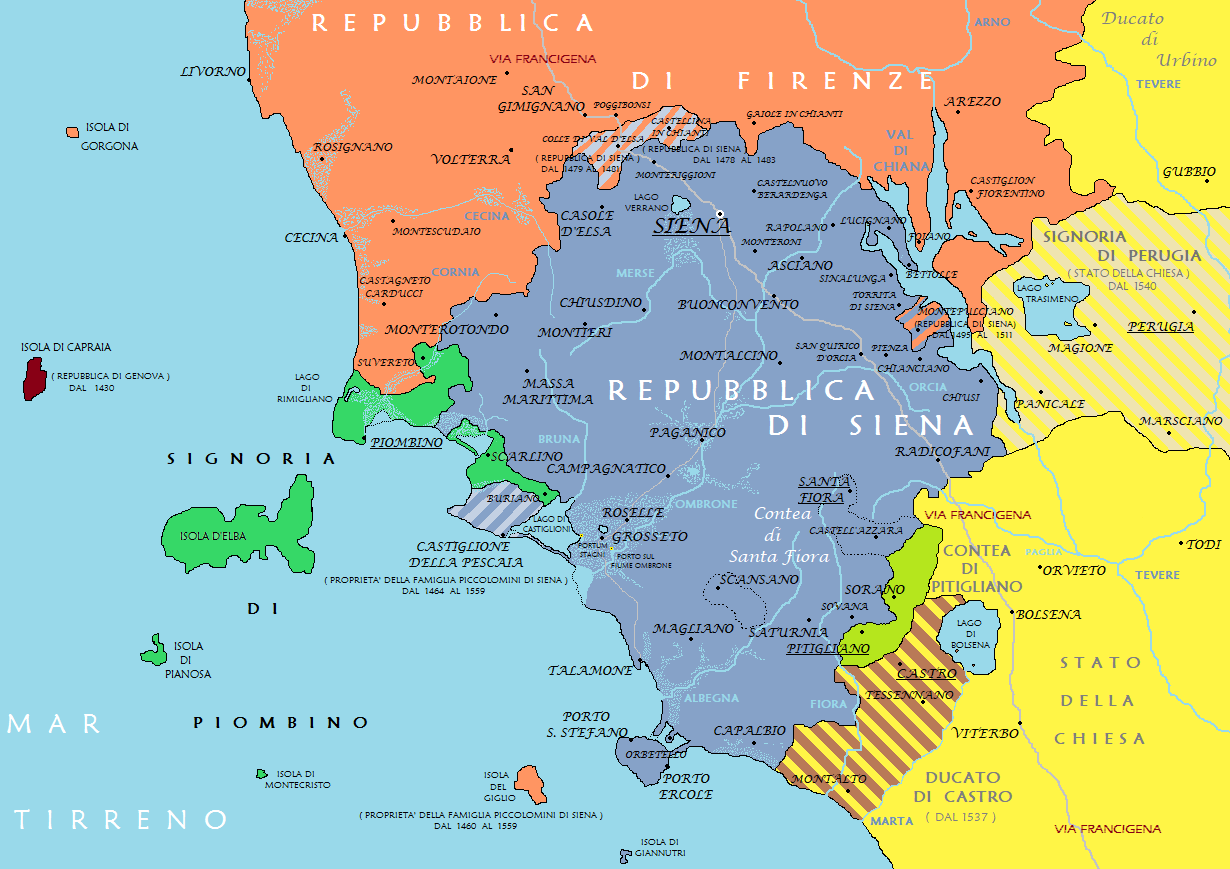

Muerto Jacobo II en 1441 y posteriormente Paola Colonna Appiano en 1445, el poder en vez de pasar a Emanuele Appiano, hijo de Gherardo, lo hizo a su hermana Caterina Appiano que contaba con el apoyo de su marido, el condottiero Rinaldo Orsini. Este hizo construir en 1447 el torreón defensivo de il Rivellino ante un previsible ataque por parte de su cuñado Emanuele que se había aliado con Alfonso V de Aragón, rey de Aragón y Nápoles, el cual al año siguiente dirigió un asedio a Piombino, con la ayuda de florentinos y sieneses. Después de cuatro meses de inútiles tentativas, el rey napolitano abandonó la empresa retirándose a sus territorios, por lo cual Orsini gobernó la señoría hasta su muerte acaecida en 1450 a consecuencia de la peste, un año antes que su mujer.
Muerta Caterina, los Ancianos de la ciudad proclamaron señor a Emanuele que, al igual que sus descendientes, dirigió el país con una firme alianza con el Reino de Nápoles, además de mejorar el bienestar de sus súbditos incentivando la industria y la construcción de nuevos edificios. Por encargo de Jacobo III, nuevo señor de Piombino, Andrea Guardi, arquitecto y escultor florentino, llevó a cabo, entre 1465 y 1470, multitud de trabajos que cambiaron por completo el aspecto de la ciudad: la ciudadela con el Palazzo Residenziale Villanova en sustitución del viejo Palazzo Appiani, la capilla, la cisterna (pozo de planta cuadrangular de mármol), además de continuar el claustro y la fuente bautismal de San Antimo.
A Jacobo III le sucedió su hijo Jacobo IV, que entre 1501 y 1503 perdió su Estado en manos de César Borgia, que ocupó Piombino convirtiéndose en su nuevo señor. En 1502 el papa Alejandro VI Borgia, padre de César, visitó durante algunos días la ciudad.
Con la muerte de Alejandro VI, César Borgia perdió el poder obtenido y Piombino volvió a Jacobo IV. Este, aconsejado por los florentinos, hospedó a Nicolás Maquiavelo como consejero estratégico, quien mandó llamar a Leonardo da Vinci para estudiar una mejor defensa de la ciudad. Leonardo efectuó muchos estudios sobre la ciudad e hizo multitud de diseños, dando vida a proyectos que nunca llegaron a realizarse, contenidos hoy en una serie de manuscritos de la Biblioteca Nacional de Madrid. En 1509, Jacobo IV, para mayor seguridad, se puso bajo la protección imperial, reclamando su investidura como príncipe al emperador Maximiliano I.
A Jacobo IV le sucedieron Jacobo V y posteriormente Jacobo VI, bajo la tutela de su madre Elena Salviati. En 1548 Jacobo VI abandonó Piombino, cedido por Carlos V a Cosme I de Médici, en virtud de la investidura imperial de medio siglo antes: el emperador estaba tremendamente disgustado por la correría turca por la isla de Elba, mal defendida por Appiano y, solicitado por Cosme I, ansioso por ampliar sus propios dominios, la cedió al joven duque que estaba alistando una potente flota. Entre 1548 y 1557, el principado perteneció al Estado toscano. En 1553, la flota franco-otomana dirigida por el almirante Dragut asedió la ciudad, sin conseguir tomarla. Cosme I, después de la guerra contra los sieneses y los franco-turcos y de la relativa victoria de las armadas toscano-imperiales, renunció a Piombino a cambio de Siena y de Cosmopoli (actual Portoferraio).
Jacobo VI, enemistado con sus súbditos ante la falta de lealtad, trató de librarse ellos haciéndose almirante de la flota medicea y dejando que su hijo ilegítimo Alessandro Appiano gobernase el país, después de ser legitimado por el emperador, que le sucediese en el mismo. Alessandro, disoluto y vicioso, se enfrentó con las principales familias de la isla, que conjuraron contra él, asesinándole en una emboscada en Via Malpertugio en 1590, y cediendo el gobierno al español Félix de Aragón, comandante del presidio.

### Influencia española
La minoridad del herededero, Jacobo VII, hizo temer una anexión por parte española, peligro que se repitió a la muerte del joven príncipe el 5 de enero de 1603. Se inició así un período extremadamente agitado y confuso durante el cual, la influencia española se hizo todavía más marcada, hasta la ocupación militar de Piombino y de la isla de Elba, con la construcción en la isla del fuerte de San Giacomo en Porto Longone como protección del golfo de Longone. Después de que un Appiano de una rama colateral pretendiese hacerse con el poder, fue la hermana de Jacobo VII, Isabella Appiano, casada con un noble español, quien gobernó el estado hasta que una revuelta alimentada por España y los Médici, la desposeyese en 1628.
Después de algunos años bajo dominio español, en 1634 a pesar de la protesta de una rama colateral de los Appiano, el gobierno del principado fue asignado al príncipe Niccolò Ludovisi, familiar de Isabella Appiano. Este y sus sucesores, ligados políticamente a España, se ocuparon poco al estado, e incluso, entre 1646 y 1650, este fue ocupado por los franceses por orden del cardenal Mazarino, hasta su recuperación en el verano de 1650 por las tropas españolas. Por extinción de los Ludovisi, los Boncompagni asumieron el gobierno de Piombino, que descuidaron, siendo ocupados durante los años de la guerra de Sucesión Española y la guerra de sucesión polaca por franceses, imperiales, españoles y napolitanos. Después del Tratado de Aquisgrán (1748), la situación se calmó, y los príncipes, dejaron que fuesen las magistraturas locales, in primis los Ancianos, quien gobernasen en su nombre.

### Época napoleónica
En 1796, volvieron las invasiones, esta vez por parte de franceses (que implantaron un efímera república), ingleses y napolitanos, que se apoderaron de la isla de Elba. Después de la batalla de Marengo, fueron las tropas napoleónicas las que ocuparon el principado en nombre de Francia. En febrero de 1801, por el Tratado de Florencia el Piombino pasó a manos francesas, e inmediatamente, según lo acordado en el Convenio de Aranjuez en marzo, la isla de Elba se segregó del principado: Elba y el resto de islas quedaría en manos francesas en 1802, como estipuló el Tratado de Amiens, mientras que la parte continental pasaría a formar parte del efímero Reino de Etruria desaparecido a finales de 1807. Por voluntad de Napoleón Bonaparte, el 23 de junio de 1805 se constituyó el Principado de Lucca y Piombino, que fue asignado a su hermana Elisa Bonaparte y a su marido Félix Bacciocchi, durante cuyo gobierno fueron promulgadas algunas buenas leyes y un código rural muy importante.
Tras la caída de Napoleón, el Congreso de Viena sancionó el final del principado, cuyo territorio fue anexionado al Gran Ducado de Toscana, teniendo los Boncompagni, familia que gobernaba Piombino hasta la fecha, que ceder y plegarse a los dictados del Congreso.

## Soberanos de Piombino

### Señoría (1399-1589)
- 1399 - 1404: Gherardo Appiano
- 1404 - 1441: Jacobo II Appiano
- 1441 - 1445: Paola Colonna
- 1445 - 1451: Caterina Appiano con su marido Rinaldo Orsini (muerto en 1450)
- 1451 - 1457: Emanuele I
- 1457 - 1474: Jacobo III Appiano
- 1474 - 1501: Jacobo IV Appiano
- 1501 - 1503: César Borgia
- 1503 - 1511: Jacobo IV Appiano
- 1511 - 1545: Jacobo V Appiano
- 1545 - 1585: Jacobo VI Appiano
- 1548 - 1557: Cosme I de Médici
- 1557 - 1585: Jacobo VI Appiano
- 1585 - 1589: Alessandro Appiano

### Principado (1589-1814)
- 1589-1603: Jacobo VII
- 1603-1611: Rodolfo II del Sacro Imperio Romano Germánico como Rodolfo
- 1611-1628: Isabella I
- 1628-1634: Felipe IV de España como Felipe

el Principado pasa a la Casa Ludovisi
- 1634-1664: Nicolás I
- 1664-1699: Giovanni Battista I
- 1699-1700: Nicolás II (durante su minoría de edad el país fue regido por su madre Anna María Arduino)
- 1700: Olimpia I
- 1701-1733 : Hipolita I (corregente desde 1701 su marido Gregorio Boncompagni)

el Principado pasa a los Boncompagni-Ludovisi
- 1734-1745: María Eleonora
- 1745-1777: Gaetano Domenico
- 1778-1805: Antonio María (nominalmente después de 1796)

el Principado pasa a los Baciocchi-Bonaparte
- 1805-1808: Elisa Bacciocchi-Bonaparte (como Princesa de Lucca y Piombino)
  - 1805-1808: Felice Bacciocchi (como Príncipe Consorte de Lucca y Piombino)
- 1808-1809: Interregno

- el Principado queda anexionado al Gran Ducado de Toscana

- Datos: Q537503
- Multimedia: Principality of Piombino / Q537503